# Dimitar Ganev
Dimitar Ganev, né le 28 octobre 1898 et décédé le 20 avril 1964 fut le président du Presidium de l'Assemblée nationale - soit chef de l'État - de la république populaire de Bulgarie, de 1958 à 1964.
Stalinien convaincu, membre du Politburo du Parti communiste bulgare (1942-54), Ganev fut tout d'abord ministre du Commerce extérieur de 1948 à 1952 avant d'être délogé. Chassé du Politburo en 1954, il y fut remis en fonction en 1957 et nommé président du Presidium de l'Assemblée nationale en 1958.